# Mîkilske, Vilneansk
Mîkilske (în ucraineană Микільське) este un sat în comuna Moskovka din raionul Vilneansk, regiunea Zaporijjea, Ucraina.

## Demografie
Componența lingvistică a localității Mîkilske
     Ucraineană (91,3%)
     Rusă (6,09%)
Conform recensământului din 2001, majoritatea populației localității Mîkilske era vorbitoare de ucraineană (91,3%), existând în minoritate și vorbitori de rusă (6,09%).